# Comuna de Przedecz
Przedecz (polaco: Gmina Przedecz) é uma gminy (comuna) na Polónia, na voivodia de Grande Polónia e no condado de Kolski. A sede do condado é a cidade de Przedecz.
De acordo com os censos de 2006, a comuna tem 4344 habitantes, com uma densidade 56,5 hab/km².

## Área
Estende-se por uma área de 76,52 km², incluindo:
- área agricola: 79%
- área florestal: 14%

## Demografia
Dados de 30 de Junho 2004:
|                      | Total   | Total | Mulheres | Mulheres | Homens  | Homens |
| -------------------- | ------- | ----- | -------- | -------- | ------- | ------ |
|                      | pessoas | %     | pessoas  | %        | pessoas | %      |
| População            | 4327    | 100   | 2188     | 50,6     | 2139    | 49,4   |
| Densidade (pop./km²) | 56,5    | 100   | 28,6     | 28,6     | 28      | 28     |

De acordo com dados de 2002, o rendimento médio per capita ascendia a 1319,69 zł.

## Comunas vizinhas
- Comuna de Babiak, Comuna de Chodecz, Comuna de Chodów, Comuna de Dąbrowice, Comuna de Izbica Kujawska, gmina Kłodawa